# Вяткіно (Усть-Пристанський район)
Вя́ткіно (рос. Вяткино) — село у складі Усть-Пристанського району Алтайського краю, Росія. Адміністративний центр та єдиний населений пункт Вяткінської сільської ради.

## Населення
Населення — 832 особи (2010; 1107 у 2002).
Національний склад (станом на 2002 рік):
- росіяни — 98 %